# Jole Santelli
Jole Santelli (ur. 28 grudnia 1968 w Cosenzy, zm. 15 października 2020 tamże) – włoska polityk, prawniczka i działaczka samorządowa, posłanka do Izby Deputowanych, w 2020 prezydent Kalabrii.

## Życiorys
Z wykształcenia prawniczka, ukończyła studia na Uniwersytecie Rzymskim „La Sapienza”. Specjalizowała się w prawie karnym i postępowaniu karnym. Odbyła staż zawodowy w biurze, które prowadził Cesare Previti. Należała do Włoskiej Partii Socjalistycznej. W 1994 przystąpiła do Forza Italia Silvia Berlusconiego, po czym działała w jego kolejnych formacjach: ugrupowaniu Lud Wolności i reaktywowanej w 2013 partii FI.
Podjęła w międzyczasie praktykę w zawodzie adwokata, w drugiej połowie lat 90. zajmowała się sprawami legislacyjnymi swojej partii. W 2001 po raz pierwszy wybrana na posłankę do Izby Deputowanych. Z powodzeniem ubiegała się o reelekcję w wyborach w 2006, 2008, 2013 i 2018. Była podsekretarzem stanu w ministerstwie sprawiedliwości (2001–2006) oraz w ministerstwie pracy i polityki społecznej (2013). W 2014  została koordynatorką Forza Italia w Kalabrii. W latach 2016–2019 pełniła funkcję zastępczyni burmistrza Cosenzy.
W wyborach w 2020 jako kandydatka koalicji ugrupowań centroprawicowych i prawicowych została wybrana na urząd prezydenta Kalabrii. Zmarła w tym samym roku na skutek choroby nowotworowej.